# الویرا فورتوناتو
الویرا ماریا کوریا فورتوناتو (انگلیسی: Elvira Fortunato؛ زادهٔ ۲۲ ژوئیهٔ ۱۹۶۴) دانشمند پرتغالی و وزیر علوم و فناوری است. او استاد دپارتمان علوم مواد در دانشکده علوم و فناوری نوا و معاون رئیس دانشگاه نوا لیسبون می‌باشد. فورتوناتو به عنوان یک نوآور در زمینه الکترونیک کاغذی شناخته می‌شود که شامل ترانزیستورها، حافظه‌ها، حسگرها، باتری‌ها، نمایشگرها، آنتن‌ها و سلول‌های خورشیدی می‌شود. او توسط رئیس‌جمهور پرتغال آنیبال کاواکو سیلوا به عضویت در نشان پرنس هنری منصوب شد.

## زندگی اولیه
فورتوناتو در آلمادا متولد شد و در سال ۱۹۸۷ مدرک کارشناسی خود را در علوم مواد و فیزیک از دانشکده علوم و فناوری نوا دریافت کرد و تحصیلات تکمیلی خود را در همان دانشگاه ادامه داد. او در سال ۱۹۹۱ مدرک کارشناسی ارشد خود را در مواد نیمه‌هادی و در سال ۱۹۹۵ دکترای خود را در میکروالکترونیک و اپتوالکترونیک دریافت کرد. فورتوناتو در سال ۲۰۰۵ مدرک هابلیتاسیون خود را در همین زمینه کسب نمود.

## فعالیت‌های حرفه‌ای
فورتوناتو در سال ۱۹۹۵ به هیئت علمی دانشکده علوم و فناوری نوا پیوست و در سال ۱۹۹۸ به عنوان مدیر مؤسسه نانوساختارها، نانومدلسازی و نانوفابریکیشن منصوب شد. او تیم تحقیقاتی را رهبری می‌کرد که به دلیل اختراع ترانزیستور کاغذی در سال ۲۰۰۸ مورد تحسین قرار گرفتند.
فورتوناتو عضو منتخب آکادمی مهندسی، آکادمی علوم اروپا، آکادمی علوم لیسبون و آکادمی اروپا می‌باشد. او سردبیر مشاور فیزیکا وضعیت سولیدای سریع، سردبیر مشترک یوروفیزیکس لترز و عضو هیئت تحریریه مشاور مؤسسه ACS مواد کاربردی و رابط است. او از سال ۲۰۱۷ معاون دانشگاه نوا لیسبون بوده و مسئول هماهنگی تحقیقات دانشگاه می‌باشد. در سال ۲۰۲۲، او بخشی از گروه ۲۷ نفره زنان الهام‌بخش از اروپا بود که توسط ریاست جمهوری امانوئل ماکرون در اتحادیه اروپا انتخاب شدند. در مارس ۲۰۲۲، فورتوناتو به عنوان وزیر علوم، فناوری و آموزش عالی به دولت جمهوری پرتغال پیوست.

## تحقیقات
تحقیقات فورتوناتو بر کشف مواد الکترونیکی فعال جدید که سازگار با محیط زیست و الکترونیک انعطاف‌پذیر هستند متمرکز است. این تحقیقات منجر به اختراع اولین ترانزیستور کاغذی در سال ۲۰۰۸ شد که از کاغذ به عنوان لایه عایق (دیالکتریک گیت) ترانزیستور فیلم نازک استفاده می‌کرد و جایگزین سیلیکون متداول شد. او پیشگام تحقیقات اروپایی در زمینه الکترونیک شفاف بود و نشان داد که مواد اکسیدی می‌توانند به عنوان نیمه‌هادی واقعی استفاده شوند.
فناوری الکترونیک کاغذی فورتوناتو کاربردهایی از جمله بیوسنسورها، برچسب‌های شناسایی فرکانس رادیویی (RFID) در حمل و نقل و مدیریت موجودی محصولات دارد.

## جوایز و افتخارات
فورتوناتو برای کارهایش جوایز ملی و بین‌المللی دریافت کرده است. در سال ۲۰۰۵، او جایزه تعالی علمی را از بنیاد علوم و فناوری پرتغال دریافت کرد. در سال ۲۰۰۹، تحقیقات او توسط پارلمان پرتغال مورد تقدیر قرار گرفت. در سال ۲۰۱۰، او توسط رئیس‌جمهور وقت پرتغال به عضویت در نشان پرنس هنری منصوب شد. در سال ۲۰۱۵، او رئیس روز پرتغال بود. در سال ۲۰۱۶، مدال بلز پاسکال در علوم مواد را از آکادمی علوم اروپا دریافت کرد و در سال ۲۰۱۷، جایزه چوخرالسکی را به دلیل تحقیقاتش در زمینه علوم مواد پیشرفته دریافت نمود. در سال ۲۰۱۸، او کمک هزینه تحقیقاتی شورای تحقیقات اروپا به مبلغ ۳٫۵ میلیون یورو دریافت کرد که در آن زمان بزرگ‌ترین کمک هزینه اعطا شده به یک محقق پرتغالی بود. او برنده جایزه پرسوآ در سال ۲۰۲۰ شد که به عنوان مهم‌ترین جایزه فرهنگ پرتغالی شناخته می‌شود..